# Thore Fries (1875–1951)
Elias Thedor (Thore) Fries, född 9 juli 1875 i Göteborg, död 11 oktober 1951 i Visby, var en svensk läkare.

## Biografi
Fries var son till medicine doktor Robert Fries och Sofia Elisabet Bergman samt bror till Harald Fries. Han avlade mognadsexamen i Göteborg 1892, mediko-filosofisk examen 1893, blev medicine kandidat 1897 och medicine licentiat 1903, samtliga i Uppsala. Fries var underläkare vid Garnisonssjukhuset i Stockholm 1899-1900, fältläkarstipendiat 1899-1904 och var extra läkare vid Värmlands fältjägarkår (I 26) 1900-1901 och vid Västernorrlands regemente (I 29) 1902 samt vid Gotlands infanteriregemente (I 27) 1903-1904.
Han var bataljonsläkare i fältläkarkårens reserv 1904, dito vid Gotlands infanteriregemente 1906 och vid Gotlands artillerikår (A 7) 1910. Fries var därefter regementsläkare i fältläkarkåren 1918 och på övergångsstat 1926. Han var underläkare vid Visby lasarett 1904-1906, läkare vid Gotlands läns tuberkulossjukstuga 1922, biträdande förste provinsialläkare i Gotlands län från 1927 samt var tillförordnad extra läkare vid Visby hospital större delen av åren 1927-1930. Han hade diverse förordnanden som stadsläkare i Visby, provinsialläkare i Visby distrikt och som förste provinsialläkare i Gotlands län.
Fries gifte sig 1910 med Hanna Augusta Bergman (1881-1964). Han var far till Vera Maria Elisabeth (född 1913) och Gerd Margareta (född 1919). Fries avled 1951 och gravsattes på Visby norra kyrkogård.

## Utmärkelser
- Riddare av Vasaorden (RVO)